# Heybridge (Brentwood)
Heybridge – osada w Anglii, w hrabstwie Essex. Leży 14 km na południowy zachód od miasta Chelmsford i 37 km na północny wschód od Londynu.